# Estadio Fatorda
El Estadio Fatorda, también conocido como Nehru Stadium es un estadio de Críquet y fútbol ubicado en la ciudad de Margao, estado de Goa en la India. Fatorda es el estadio internacional de Goa y tiene una capacidad para 27 300 personas. Fue inaugurado en 1989 y es propiedad de la autoridad Deportiva de Goa.

## Fútbol
Este lugar ha sido durante mucho tiempo un pilar del fútbol hindú, después de haber acogido muchos partidos internacionales, incluyendo partidos de la India clasificatorios para Copas Mundiales de la FIFA y Copa Asiática. Es el estadio de clubes de Goa como el actual campeón nacional Churchill Brothers SC, y los excampeones Dempo Sports Club.

## Cricket
Aunque el estadio fue construido originalmente para ser un lugar de fútbol, durante los últimos años ha usado cada vez más para acoger partidos internacionales de cricket.

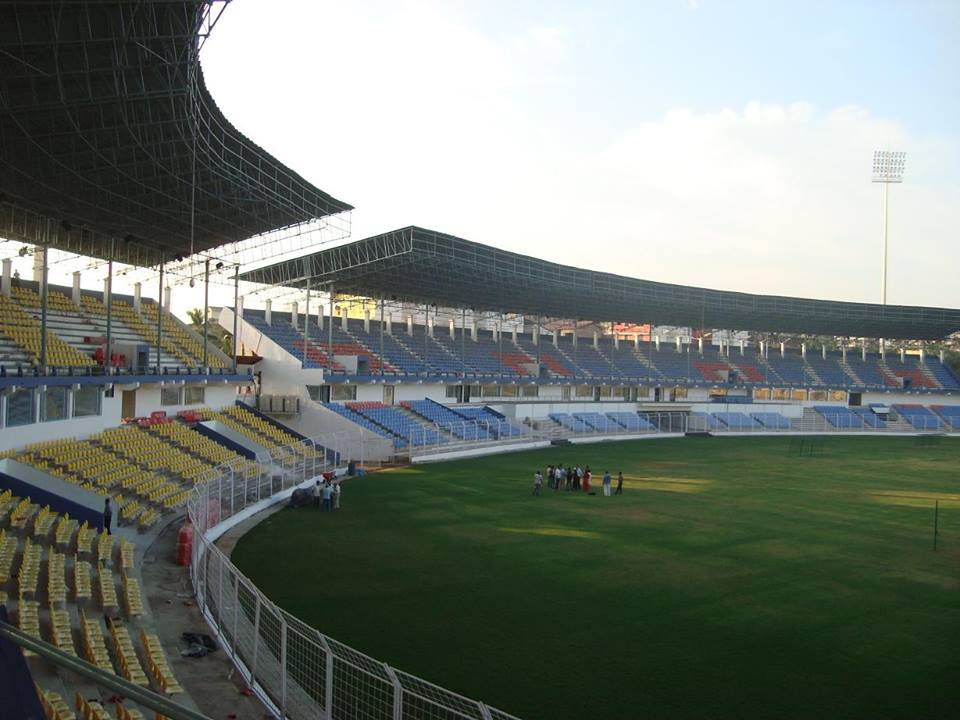